# Le Mont-Saint-Adrien
Le Mont-Saint-Adrien és un municipi francès, situat al departament de l'Oise i a la regió dels Alts de França. L'any 2007 tenia 581 habitants.

## Demografia

### Població
El 2007 la població de fet de Le Mont-Saint-Adrien era de 581 persones. Hi havia 232 famílies de les quals 44 eren unipersonals (20 homes vivint sols i 24 dones vivint soles), 86 parelles sense fills, 82 parelles amb fills i 20 famílies monoparentals amb fills.
La població ha evolucionat segons el següent gràfic:
Habitants censats

### Habitatges
El 2007 hi havia 247 habitatges, 235 eren l'habitatge principal de la família, 5 eren segones residències i 7 estaven desocupats. Tots els 247 habitatges eren cases. Dels 235 habitatges principals, 213 estaven ocupats pels seus propietaris, 12 estaven llogats i ocupats pels llogaters i 9 estaven cedits a títol gratuït; 3 tenien dues cambres, 17 en tenien tres, 45 en tenien quatre i 169 en tenien cinc o més. 224 habitatges disposaven pel capbaix d'una plaça de pàrquing. A 79 habitatges hi havia un automòbil i a 142 n'hi havia dos o més.

### Piràmide de població
La piràmide de població per edats i sexe el 2009 era:
| Homes | Edats   | Dones |
| ----- | ------- | ----- |
| 0     | 95 o +  | 0     |
| 4     | 90 a 94 | 0     |
| 0     | 85 a 89 | 0     |
| 0     | 80 a 84 | 0     |
| 0     | 75 a 79 | 8     |
| 12    | 70 a 74 | 8     |
| 16    | 65 a 69 | 8     |
| 8     | 60 a 64 | 24    |
| 4     | 55 a 59 | 12    |
| 32    | 50 a 54 | 32    |
| 36    | 45 a 49 | 24    |
| 48    | 40 a 44 | 36    |
| 28    | 35 a 39 | 32    |
| 12    | 30 a 34 | 16    |
| 4     | 25 a 29 | 8     |
| 12    | 20 a 24 | 8     |
| 28    | 15 a 19 | 16    |
| 16    | 10 a 14 | 24    |
| 36    | 5 a 9   | 24    |
| 12    | 0 a 4   | 12    |

## Economia
El 2007 la població en edat de treballar era de 388 persones, 277 eren actives i 111 eren inactives. De les 277 persones actives 256 estaven ocupades (146 homes i 110 dones) i 21 estaven aturades (9 homes i 12 dones). De les 111 persones inactives 57 estaven jubilades, 30 estaven estudiant i 24 estaven classificades com a «altres inactius».

### Ingressos
El 2009 a Le Mont-Saint-Adrien hi havia 228 unitats fiscals que integraven 593 persones, la mediana anual d'ingressos fiscals per persona era de 29.378 €.

### Activitats econòmiques
Dels 15 establiments que hi havia el 2007, 2 eren d'empreses de fabricació d'altres productes industrials, 6 d'empreses de construcció, 1 d'una empresa de comerç i reparació d'automòbils, 2 d'empreses financeres, 1 d'una empresa de serveis, 2 d'entitats de l'administració pública i 1 d'una empresa classificada com a «altres activitats de serveis».
Dels 7 establiments de servei als particulars que hi havia el 2009, 2 eren guixaires pintors, 1 fusteria, 2 lampisteries, 1 electricista i 1 perruqueria.
L'any 2000 a Le Mont-Saint-Adrien hi havia 3 explotacions agrícoles.

## Equipaments sanitaris i escolars
El 2009 hi havia una escola elemental integrada dins d'un grup escolar amb les comunes properes formant una escola dispersa.

## Poblacions més properes
El següent diagrama mostra les poblacions més properes.